# Geht’s dir schon besser?
Geht’s dir schon besser? ist ein Lied des deutschen Pop-Duos Ich + Ich. Das Stück ist die erste Singleauskopplung aus ihrem Debütalbum Ich + Ich.

## Entstehung und Artwork
Aufgenommen, geschrieben und produziert wurde das Lied von Florian Fischer, Annette Humpe, Sebastian Kirchner und Adel Tawil. Gemischt wurde die Single in den Berliner Tritonus Studios, unter der Leitung von Olaf Opal und seinem Assistenten Oliver Zülch. Als zusätzlichen Instrumentalisten wurde Sebastian Kirchner am Bass und der Gitarre engagiert. Die Aufnahmen fanden in den Berliner Tonstudios Aquarium und Keller statt. Das Lied wurde unter dem Musiklabel Polydor veröffentlicht. Auf dem Cover sind – neben Künstlernamen und Liedtitel – Ich + Ich in schwarz-weiß vor dem Hintergrund einer Stadt zu sehen. Das Coverbild wurde von Olaf Heine geschossen und von Dirk Rudolph designt.

## Veröffentlichung und Promotion
Die Erstveröffentlichung von Geht’s dir schon besser? fand am 25. Oktober 2004 in Deutschland, Österreich und der Schweiz statt. Die Maxi-Single beinhaltet neben der „Single Version“ auch einen von Beatzarre getätigten Remix, eine Instrumental- und eine Akustikversion von Geht’s dir schon besser?, sowie das Lied Ich und ich als B-Seite. Eine Woche später (2. November 2004) erschien exklusiv bei iTunes eine Download-EP, die um einen weiteren Remix von Beatzarre erweitert ist.
Liveauftritte von Geht’s dir schon besser? im Hörfunk oder Rundfunk blieben in Deutschland, Österreich und der Schweiz bis heute aus. Ich + Ich spielte das Lied lediglich auf ihren Konzerten live.

## Inhalt
Der Liedtext zu Geht’s dir schon besser? ist in der deutschen Sprache verfasst. Die Musik wurde zusammen von Florian Fischer, Annette Humpe, Sebastian Kirchner und Adel Tawil komponiert. Der Liedtext wurde eigens von Anette Humpe geschrieben. Musikalisch bewegt sich das Stück im Bereich der Popmusik.
Das Lied wird hauptsächlich von Tawil gesungen, Humpe hat lediglich gegen Ende eine ganz kurze Strophe und ansonsten ist sie immer im Hintergrund mit der Zeile „Geht’s dir schon besser?“ bzw. „Geht’s dir besser?“ zu hören. Mit Ausnahme der dritten Strophe besteht der restliche Liedtext nur aus Fragen. In dem Lied geht es Motivation und dem Nachhorchen des Gesundheitszustandes einer Person, die sich zurzeit am Boden befindet und nur mittels Drogen und Tabletten anständig durch den Tag kommt.

„Geht’s dir schon besser?

Geht’s dir schon besser?

Hat das Leben dich zurück?

Geht’s dir besser?

Geht’s dir schon besser?

Nur ein kleines Stück?“

## Musikvideo
Im Musikvideo zu Geht’s dir schon besser? sind Menschen verschiedener Altersgruppen und Schichten, in für ihnen unangenehmen und schlimmen Situationen, zu sehen. Zu sehen sind: Humpe mit einer zerbrochenen Brille, eine Frau, die sich in Unterwäsche spiegelt, ein Fremdgeher, ein Polizeiverhör, ein Mann alleine in einer Umkleidekabine, eine tablettenabhängige Frau, ein drogenabhängiger Mann, eine Frau, die sich nackt vor ihrem Freund schämt, ein Dieb, ein Ballerino und ein Kind einer berühmten Person in einem Blitzlichtgewitter von Fotografen. Im Video wirkt auch Tawils spätere Ehefrau Jasmin Weber mit. Die Gesamtlänge des Videos ist 3:03 Minuten. Regie führte Olaf Heine.

## Mitwirkende
| Liedproduktion - Florian Fischer: Komponist, Musikproduzent, Tonmeister - Annette Humpe: Gesang, Komponist, Liedtexter, Musikproduzent, Tonmeister - Sebastian Kirchner: Bass, Gitarre, Komponist, Musikproduzent, Tonmeister - Olaf Opal: Abmischung - Dirk Rudolph: Artwork - Adel Tawil: Gesang, Komponist, Musikproduzent, Tonmeister - Oliver Zülch: Abmischung Artwork - Olaf Heine: Fotograf (Cover), Regisseur (Musikvideo) - Andreas Teichert: Digital Colorist (Musikvideo) - Tom Wendt: Filmproduktionsleitung (Musikvideo) | Unternehmen - Aquarium: Tonstudio - Erste Liebe Filmproduktion GmbH: Filmproduktion (Musikvideo) - George Glueck Publishing: Verlag - Keller: Tonstudio - Polydor: Musiklabel - Tritonus Studios: Abmischung - Universal Publishing Production Music: Verlag |

## Chartplatzierungen
Geht’s dir schon besser? erreichte in Deutschland Position 67 der Singlecharts und konnte sich insgesamt drei Wochen in den Charts halten. Für Ich + Ich ist dies der erste Charterfolg in Deutschland. Für Tawil war dies der siebte Charterfolg in Deutschland als Autor; in seiner Produzententätigkeit war es sein erster Charterfolg. Das Lied war Humpes 18. Autorenbeteiligung in den deutschen Charts, als Produzentin war sie bereits 21 Mal erfolgreich.